# The Ignition Factor
The Ignition Factor es un videojuego para Super Nintendo Entertainment System distribuido por Jaleco en América del Norte en 1995. El juego presenta bomberos en situaciones reales salvando a civiles en incendios de edificios, incidentes de minería y accidentes industriales.

## Jugabilidad
The Ignition Factor es una aventura en 2D donde el jugador controla a un bombero (aparentemente "tu") a través de situaciones de emergencia en diferentes localidades. Cada nivel consta de varias habitaciones, zonas, o plantas de construcción, posiblemente, donde los jugadores pueden explorar, extingir incendios, y salvar personas. La mayoría de los niveles dicta un número específico de personas que se tienen que salvar dentro de un plazo determinado para que la misión se considere un éxito. El fuego se propaga automáticamente en un área, y el jugador puede ser dañado tocando un pedazo de fuego sobre la pantalla. El jugador también puede ser dañado por la caída a través de agujeros en el piso.

## Recepción
Después de su debut de 1995 en América, The Ignition Factor ha recibido varios niveles de respuesta crítica. Por ejemplo, Electronic Gaming Monthly evaluó el juego con un 8,25 sobre un máximo posible de diez, mientras que Allgame dio una calificación de tres estrellas sobre cinco.